# Sascha Schelter
Sascha Schelter (* 13. Januar 1985 in Potsdam) ist ein ehemaliger deutscher Bobfahrer, der für den BRC Riesa startete.
Der von Heinz Rieger (SC Potsdam) trainierte Polizeivollzugsbeamte betrieb seit 2003 Bobsport. Sascha Schelter war ein Sportmanagement-Student an der Universität Potsdam und startete für den BRC Riesa. Er gehörte zum Bobteam von Thomas Florschütz. Bei den Junioren-Weltmeisterschaften 2006 gewann er im Bob von Christoph Gaisreiter die Silbermedaille im Vierer. Dieselbe Platzierung erreichte er im gleichen Jahr bei der deutschen Junioren-Meisterschaft. Im Europacup gewann er 2006 in Cortina d’Ampezzo im Zweier- und Viererbob, sowie in Altenberg im Zweier und in Winterberg im Vierer. Außerdem wurde er mit seinem Team in der Saison 2005/2006 Gesamt-Europacupsieger in beiden Klassen. Bei den Deutschen Meisterschaften 2008 in Altenberg wurde er nach 2007 (Königsee) zum zweiten Mal Meister im großen Schlitten. Kurz vor den Weltmeisterschaften 2008 in Altenberg verletzte sich Schelter beim Sprinttraining in Potsdam so schwer, dass er in der Folge operiert werden musste und danach seine Karriere für beendet erklärte.
Bevor Schelter zum Bobsport wechselte, war er ein erfolgreicher Karateka in der Karaterichtung „Kimura Shukokai Karate“, bei dem er von 1994 bis 2000 in den Altersklassen 10 Jahre bis 15 Jahre diverse Deutsche Meistertitel in den Disziplinen Kata, Teamkata und Kumite gewann. Ab dem Jahr 1999 begann Schelter das Training als Leichtathlet, wo er im gleichen Jahr Deutscher Vizemeister in der Altersklasse 14 (Schüler) im Blockwettkampf „Wurf“ wurde. Im darauffolgenden Jahr sicherte sich Schelter den Meistertitel in der gleichen Disziplin mit dem damaligen Deutschen Schüler-Rekord von 3254 Punkten.